# ITF Trnava
Das ITF Trnava (offiziell: Empire Women’s Open) ist ein Tennisturnier des ITF Women’s Circuit, das in Trnava, Slowakei ausgetragen wird.
Ausgetragen wird das Turnier im TC Empire. Die Anlage hat 13 Sand- und drei Hartplätze.

## Siegerliste

### Einzel
| Jahr                         | Kategorie | Belag             | Siegerin                   | Finalgegnerin              | Ergebnis         |
| ---------------------------- | --------- | ----------------- | -------------------------- | -------------------------- | ---------------- |
| 2009                         | $25.000   | Sand              | Yvonne Meusburger          | Sandra Záhlavová           | 7:60, 7:5        |
| 2010                         | $25.000   | Sand              | Sandra Záhlavová           | Lenka Juríková             | 2:6, 6:3, 6:1    |
| 2011                         | $50.000   | Sand              | Yvonne Meusburger          | Eliza Kostowa              | 0:6, 6:2, 6:0    |
| 2012                         | $50.000   | Sand              | Anastasija Sevastova       | Ana Savić                  | kampflos         |
| 2013                         | $75.000   | Sand              | Barbora Záhlavová-Strýcová | Karin Knapp                | 6:2, 6:4         |
| 2014                         | $75.000   | Sand              | Anna Karolína Schmiedlová  | Barbora Záhlavová-Strýcová | 6:4, 6:2         |
| 2015                         | $10.000   | Hartplatz (Halle) | Anastasija Sevastova       | Réka Luca Jani             | 6:1, 7:63        |
| 2015                         | $100.000  | Sand              | Danka Kovinić              | Margarita Gasparjan        | 7:5, 6:3         |
| 2016                         | $10.000   | Hartplatz (Halle) | Pernilla Mendesová         | Michaela Hončová           | 6:2, 6:72, 7:64  |
| 2016                         | $100.000  | Sand              | Kateřina Siniaková         | Anastasija Sevastova       | 7:64, 5:7, 6:0   |
| 2017                         | $15.000   | Hartplatz (Halle) | Jekaterina Alexandrowa     | Karolína Muchová           | 6:1, 6:3         |
| 2017                         | $100.000  | Sand              | Markéta Vondroušová        | Verónica Cepede Royg       | 7:5, 7:63        |
| 2018                         | $15.000   | Hartplatz (Halle) | Anastasia Dețiuc           | Sofja Lansere              | 5:7, 6:0, 6:3    |
| 2018                         | $100.000  | Sand              | Viktória Kužmová           | Verónica Cepede Royg       | 6:4, 1:6, 6:2    |
| 2019                         | W25       | Hartplatz (Halle) | Kristína Kučová            | Lucie Hradecká             | 6:4, 3:6, 7:60   |
| 2019                         | W25       | Hartplatz (Halle) | Isabella Schinikowa        | Denisa Allertová           | 6:1, 6:3         |
| 2019                         | W100      | Sand              | Bernarda Pera              | Anna Blinkowa              | 7:5, 7:5         |
| 2020                         | W25       | Hartplatz (Halle) | Sofja Lansere              | Lina Gjorcheska            | 6:2, 6:3         |
| 2020                         | W25       | Hartplatz (Halle) | Jaqueline Cristian         | Sofja Lansere              | 6:1, 4:2 Aufgabe |
| 2021 fand kein Turnier statt |           |                   |                            |                            |                  |
| 2022                         | W60       | Hartplatz (Halle) | Katie Swan                 | Wang Xinyu                 | 6:1, 3:6, 6:4    |
| 2022                         | W60       | Hartplatz (Halle) | Eva Lys                    | Anna Karolína Schmiedlová  | 6:2, 4:6, 6:2    |
| 2022                         | W25       | Hartplatz (Halle) | Wera Lapko                 | Lucie Havlíčková           | 4:6, 7:61, 6:2   |
| 2022                         | W25       | Hartplatz (Halle) | Jana Fett                  | Natália Szabanin           | 6:3, 6:2         |
| 2023                         | W60       | Hartplatz (Halle) | Jaqueline Cristian         | Océane Dodin               | 7:67, 7:64       |
| 2023                         | W60       | Hartplatz (Halle) | Lucie Havlíčková           | Océane Dodin               | 3:6, 7:64, 7:5   |
| 2023                         | W100      | Sand              | Yanina Wickmayer           | Greet Minnen               | 6:0, 6:3         |
| 2023                         | W60       | Hartplatz (Halle) | Arina Rodionova            | Kristina Mladenovic        | 7:61, 5:7, 6:1   |

### Doppel
| Jahr                         | Kategorie | Belag             | Siegerinnen                            | Finalgegnerinnen                        | Ergebnis          |
| ---------------------------- | --------- | ----------------- | -------------------------------------- | --------------------------------------- | ----------------- |
| 2009                         | $25.000   | Sand              | Sandra Klemenschits Vladimíra Uhlířová | Michaela Paštiková Darina Šeděnková     | 6:4, 6:2          |
| 2010                         | $25.000   | Sand              | Iveta Gerlová Lucie Kriegsmannová      | Michaela Hončová Lenka Wienerová        | 6:2, 6:1          |
| 2011                         | $50.000   | Sand              | Janette Husárová Renata Voráčová       | Jana Čepelová Lenka Wienerová           | 7:62, 6:1         |
| 2012                         | $50.000   | Sand              | Elena Bogdan Renata Voráčová           | Marta Domachowska Sandra Klemenschits   | 7:62, 6:4         |
| 2013                         | $75.000   | Sand              | Mervana Jugić-Salkić Renata Voráčová   | Jana Čepelová Anna Karolína Schmiedlová | 6:1, 6:1          |
| 2014                         | $75.000   | Sand              | Stephanie Vogt Zheng Saisai            | Margarita Gasparjan Jewgenija Rodina    | 6:4, 6:2          |
| 2015                         | $10.000   | Hartplatz (Halle) | Anna-Maria Heil Anastasija Sevastova   | Michaela Hončová Lenka Juríková         | 6:4, 6:3          |
| 2015                         | $100.000  | Sand              | Julija Bejhelsymer Margarita Gasparjan | Aleksandra Krunić Petra Martić          | 6:3, 6:2          |
| 2016                         | $10.000   | Hartplatz (Halle) | Réka Luca Jani Chantal Škamlová        | Lenka Juríková Tereza Malíková          | 6:3, 2:6, [10:7]  |
| 2016                         | $100.000  | Sand              | Anna Kalinskaja Tereza Mihalíková      | Jewgenija Rodina Anastasija Sevastova   | 6:1, 7:64         |
| 2017                         | $15.000   | Hartplatz (Halle) | Vivian Heisen Margarita Lasarewa       | Sandra Jamrichová Vivien Juhászová      | 4:6, 6:4, [10:7]  |
| 2017                         | $100.000  | Sand              | Naomi Broady Heather Watson            | Chuang Chia-jung Renata Voráčová        | 6:3, 6:2          |
| 2018                         | $15.000   | Hartplatz (Halle) | Paulina Czarnik Daria Kuczer           | Anastasia Dețiuc Johana Marková         | 6:3, 7:5          |
| 2018                         | $100.000  | Sand              | Jessica Moore Galina Woskobojewa       | Xenia Knoll Anna Smith                  | 0:6, 6:3, [10:7]  |
| 2019                         | W25       | Hartplatz (Halle) | Elena Bogdan Eliza Kostowa             | Michaela Hončová Hanna Posnichirenko    | 7:5, 7:65         |
| 2019                         | W25       | Hartplatz (Halle) | Laura-Ioana Paar Anastasia Zarycká     | Maja Chwalińska Miriam Kolodziejová     | 6:4, 6:3          |
| 2019                         | W100      | Sand              | Anna Blinkowa Xenia Knoll              | Cornelia Lister Renata Voráčová         | 7:5, 7:5          |
| 2020                         | W25       | Hartplatz (Halle) | Miriam Kolodziejová Laura-Ioana Paar   | Wiktorija Kan Hanna Posnichirenko       | 6:1, 6:1          |
| 2020                         | W25       | Hartplatz (Halle) | Anna Bondár Tereza Mihalíková          | Amina Anschba Anastasia Dețiuc          | 6:4, 6:4          |
| 2021 fand kein Turnier statt |           |                   |                                        |                                         |                   |
| 2022                         | W60       | Hartplatz (Halle) | Mariam Bolkwadse Maia Lumsden          | Diāna Marcinkēviča Conny Perrin         | 6:2, 6:3          |
| 2022                         | W60       | Hartplatz (Halle) | Sofja Lansere Rebecca Šramková         | Miriam Kolodziejová Jesika Malečková    | 6:4, 6:3          |
| 2022                         | W25       | Hartplatz (Halle) | Lea Bošković Weronika Falkowska        | Lu Jiajing Oana Georgeta Simion         | 7:67, 2:6, [10:6] |
| 2022                         | W25       | Hartplatz (Halle) | Jekaterina Makarowa Alice Robbe        | Katarína Kužmová Anna Sisková           | 6:3, 7:5          |
| 2023                         | W60       | Hartplatz (Halle) | Greet Minnen Yanina Wickmayer          | Sapfo Sakellaridi Radka Zelníčková      | 6:4, 6:4          |
| 2023                         | W60       | Hartplatz (Halle) | Alicia Barnett Olivia Nicholls         | Amina Anschba Anastasia Dețiuc          | 6:3, 6:3          |
| 2023                         | W100      | Sand              | Amina Anschba Anastasia Dețiuc         | Estelle Cascino Suzan Lamens            | 6:3, 4:6, [10:4]  |
| 2023                         | W60       | Hartplatz (Halle) | Natália Kročková Tereza Mihalíková     | Estelle Cascino Jesika Malečková        | 7:67, 7:5         |

## Quelle
- ITF Homepage